# Katedralskolan (Uppsala)
La Katedralskolan, in passato Högre Allmänna Läroverket, è una scuola superiore di Uppsala, in Svezia.

## Storia
Fondata nel 1246, la Katedralskolan è l'istituto scolastico più antico della città, e fra i primi della Svezia. Inizialmente, essa era un seminario frequentato dal clero e altri funzionari ecclesiastici. Secondo Peder Svart, nel 1509, Gustaf Eriksson (il futuro sovrano Gustavo I di Svezia), entrò nel corpo studentesco della Katedralskolan. Dopo un alterco con il suo insegnante, che minacciò con un pugnale tenuto nascosto nel suo libro di testo, Eriksson abbandonò l'istituto.